# Rodica Arba
Rodica Arba (geboren Puşcatu) (Petricani, 5 mei 1962) is een Roemeens roeister.
Arba nam driemaal deel aan de Olympische Zomerspelen en won daarbij vier medailles. Arba won in 1984 en 1988 olympisch goud in de twee-zonder, in 1980 won Arba de bronzen medaille en in 1988 de zilveren medaille in de acht. Arba werd ook nog driemaal wereldkampioen in de twee-zonder en eenmaal in de acht.

## Resultaten

### Olympische Zomerspelen
| Jaar | Plaats      | Resultaten                   |
| ---- | ----------- | ---------------------------- |
| 1980 | Moskou      | in de acht                   |
| 1984 | Los Angeles | in de twee-zonder            |
| 1988 | Seoel       | in de twee-zonder in de acht |

### Wereldkampioenschappen roeien
| Jaar | Plaats     | Resultaten                     |
| ---- | ---------- | ------------------------------ |
| 1981 | München    | in de twee-zonder              |
| 1982 | Luzern     | in de vier-met-stuurvrouw      |
| 1983 | Duisburg   | in de twee-zonder              |
| 1985 | Hazewinkel | in de twee-zonder              |
| 1986 | Nottingham | in de twee-zonder              |
| 1987 | Kopenhagen | in de twee-zonder · in de acht |

1976: Sijka Kelbetsjeva & Stojanka Groejtsjeva ·
1980: Ute Steindorf & Cornelia Klier ·
1984: Rodica Arba & Elena Horvat ·
1988: Rodica Arba & Olga Homeghi ·
1992: Marnie McBean & Kathleen Heddle ·
1996: Megan Still & Kate Slatter ·
2000: Georgeta Damian & Doina Ignat ·
2004: Georgeta Damian & Viorica Susanu ·
2008: Georgeta Andrunache-Damian & Viorica Susanu ·
2012: Helen Glover & Heather Stanning ·
2016: Helen Glover & Heather Stanning ·
2020: Grace Prendergast & Kerri Gowler ·
2024: Ymkje Clevering & Veronique Meester